# Långt bort från Gud du länge vandrat
Långt bort från Gud du länge vandrat eller Från himlen långt din fot har strö(f)vat är en sång från 1885 med text och musik av Richard Slater. 

## Publicerad i
- Nya Stridssånger 1889 som nr 58
- Musik till Frälsningsarméns sångbok 1907 som nr 269 (Med begynnelseraden "Från himlen långt din fot har ströfvat").
- Frälsningsarméns sångbok 1929 som nr 66 under rubriken "Frälsningssånger - Inbjudning" (Med begynnelseraden "Från himlen långt din fot har strövat").
- Frälsningsarméns sångbok 1968 som nr 30 under rubriken "Frälsning" (Med begynnelseraden "Från himlen långt din fot har strövat").
- Frälsningsarméns sångbok 1990 som nr 357 under rubriken "Frälsning" (Med begynnelseraden "Långt bort från Gud du länge vandrat").